# Clarke Griffin
Clarke Griffin er en fiktiv karakter fra den amerikanske trilogi The 100 af Kass Morgan, og tv-serien The 100 på The CW. Hun er hovedpersonen i både trilogien og tv-serien, hvor hun i sidstnævnte er spillet af Eliza Taylor. Clarke var en af de oprindelige hundrede unge kriminelle, der blev sendt ned til jorden for at teste, om den var beboelig igen, efter at en atomapokalypse ødelagde den næsten et århundrede tidligere.